# Calefactori

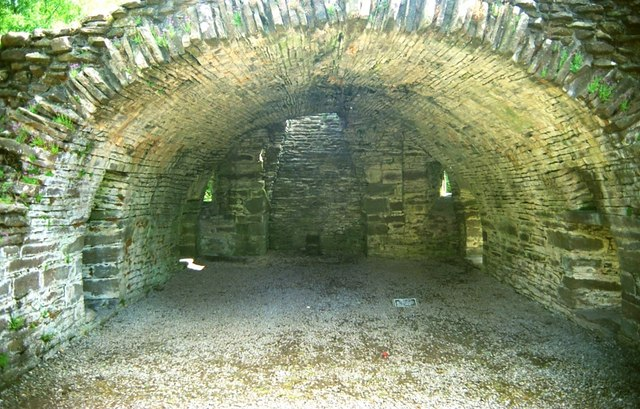
Açò és l'interior del calefactori del Priorat Inchmahome; d'acord amb la publicació oficial (de Historic Scotland).

El calefactori és una cambra aparellada amb una llar de foc i alguns seients, de la qual solien disposar grans edificacions (monestirs, castells, palaus), a fi que els habitants poguessin escalfar-se. Solien ser utilitzades durant breus estones a excepció de la gent gran, que en feia un ús més prolongat.